# Phyllomys blainvillii
Phyllomys blainvillii là một loài động vật có vú trong họ Echimyidae, bộ Gặm nhấm. Loài này được Jordan mô tả năm 1837.